# Библиотека Сулеймание
Библиотека «Сулеймания» (тур. Süleymaniye kütüphanesi, Сулеймание библиотека) — библиотека манускриптов, являющаяся частью комплекса Сулеймание, расположенного в Стамбуле, Турция. Это одна из самых крупных ориентальных библиотек, в коллекции которой около 73 тыс. документов VIII—XIX веков и свыше 50 тыс. печатных книг.
Комплекс Сулеймание был закончен в 1557 году. Изначально в нём не было выделенной библиотеки, хотя каждая медресе содержала свою собственную библиотеку. В 1924-м году помещения Сани медресе были переданы библиотеке, а позже библиотеке были переданы также помещения Эввел медресе и прилегающей начальной школы. В 1961 году был создан реставрационный отдел.
В библиотеке хранятся около 73 тыс. ориентальных манускриптов, около 50 тыс. печатных изданий, около 94 тыс. вакуфов.
Библиотека открыта для посетителей каждый день с 9:00 до 19:00, вход свободный, однако для работы с манускриптами нужно специальное разрешение в Главном управлении библиотек Министерства Культуры.
С 2001 года фонды библиотеки оцифровываются, и к 2009 году в цифровой формат переведены более 100 тыс. работ.

## Книги-альбомы
В 2017 году по рекомендации российских коллег рабочая группа Всемирного общества по изучению, сохранению и популяризации культурного наследия Узбекистанапри участии председателя попечительского совета Бахтиера Фазылова, председателя научного совета Эдварда Ртвеладзе, а также председателя правления Всемирного общества и руководителя проекта "Культурное наследие Узбекистана" Фирдавса Абдухаликова, обратились к профессору Босфорского университета, специалисту по истории рукописного искусства Средних веков Лале Улуч с предложением принять участие в подготовке книги-альбома из серии "Культурное наследие Узбекистана" "Иллюстрированные рукописи произведений Алишера Навои в библиотеках Стамбула". Было принято решение обратиться к фондам четырех стамбульских библиотек. Так, состав фондов трех из них – в библиотеке Музея-дворца Топкапы, в Музее турецкого и исламского искусства и в библиотеке Стамбульского университета, – входят книги из бывшей Османской императорской сокровищницы, а в библиотеке Сулеймание представлены книги, собранные из османских благотворительных фондов (вакфы), часть которых находилась под покровительством членов правящей династии. В книгу-альбом был включен подробный каталог  рукописей Алишера Навои, в том числе манускрипт, хранящиеся в библиотеке Сулеймание. Среди них единственная копия "Диван-И Фани".
В 2019 году рабочая группа Всемирного общества продолжила работу в архивах стамбульских библиотек. Было принято решение подготовить книгу-альбом "Рукописи произведений Абу Али ибн Сины в библиотеках Турции", в том числе и на основе документов из собрания библиотеки Сулеймание, где хранится наибольшее количество копий трудов Авиценны, среди них биографические, медицинские, философские, логические, теологические, литературные, суфийские, этические труды, а также толкования Корана. Из наиболее значимых рукописей, имеющие отношение к Авиценне, хранящимся в библиотеке Сулеймание относятся «Жизнеописание Шейха Ибн Сины», "Трактат по биографии Ибн Сины" из коллекции Рагиб Паши, экземпляр-автограф «Канон врачебной науки» из коллекции Халет Эфенди и многие другие манускрипты. Помимо Фирдавса Абдухаликова авторами книги-альбома стали узбекские и турецкие ученые, в том числе профессоры исламоведения  Фаррух Узпилавчи и Мустафа Демирчи.